# Jean-Michel Haussmann
Pour les articles homonymes, voir Haussmann.
Jean-Michel Haussmann, né à Colmar (Haut-Rhin) le 4 février 1749 et mort à Strasbourg le 16 décembre 1824, est un chimiste et manufacturier alsacien. C'est un pionnier de l'industrialisation de la chimie. Il est l'un des grands-oncles du baron Haussmann.

## Biographie
Destiné à succéder à son père pharmacien, Jean-Michel Haussmann entreprend d'abord des études de pharmacie à Genève, puis à Paris, avant de suivre sa propre voie en s'orientant vers la chimie des couleurs et les procédés d'impression des étoffes, pour lesquels il conquiert une reconnaissance à l'échelon national.
Avec ses frères il crée la manufacture de textiles du Logelbach, près de Colmar, qu'il dirige jusqu'en 1817.
Jean-Michel Haussmann fut également l'un des premiers membres de la loge maçonnique de Colmar en 1775, puis de celle de Mulhouse en 1809.
Il est inhumé au cimetière Sainte-Hélène de Strasbourg.

## Postérité
Une rue de la zone industrielle de Colmar porte son nom depuis 1988.